# 福臣
福臣（1820年 - ？），字錫之，号海门，满洲正蓝旗人，清朝政治人物。

## 生平
同治甲子科举人，乙丑科进士。后来官至翰林院侍讲，文渊阁校理，武英殿、国史馆撰修，以及协办院事。同治十年任会试同考官。
其诗作录入正蓝旗汉军进士胡俊章辑《春明诗课汇选》。

## 家庭
- 妻必禄氏，道光十三年进士福濟之女。